# Joeri (naam)
Joeri, Yoeri  en Yuri zijn Nederlandse jongensnamen die afkomstig zijn van de Slavische naam Юрий die 'Bewerker van de aarde' betekent. Deze Slavische vorm is op zijn beurt afgeleid van het Oudgriekse woord γεωργός (geōrgos), dat landbouwer betekent en als stam γη (aarde) heeft. De naam is daardoor etymologisch verwant aan onder andere het toponiem Georgië, de Engels naam George, de Franse namen Georges en Georgette en de Nederlandse namen Joris en Jurriaan.
Soms wordt de naam ook aan een meisje gegeven, in dat geval is de naam afkomstig van het Japanse 百合/ゆり/ユリ, dat lelie betekent.
Ten slotte komt de naam ook voor in Korea, waar hij afgeleid is van het Koreaanse woord 유리 en eveneens gebruikt wordt als meisjesnaam. De betekenis is glas.
In Nederland werd de naam populair na de eerste bemande ruimtereis van de Rus Joeri Gagarin in 1961.

## Varianten
Naast Joeri en Yuri komen ook nog de naamvarianten Joery, Joerie, Jury, Yoeri, Juri en Youri voor.

## Bekende naamdragers
| - Joeri Adams, Belgisch veldrijder - Joeri Andropov, staatshoofd van de Sovjet-Unie en de Communistische Partij - Joeri Averbach, Russisch schaker - Joeri Bilonoh, Oekraïens kogelstoter - Joeri Boom, Nederlands journalist - Joeri Borzakovski, Russisch atleet - Joeri Busschots, Belgisch acteur - Joeri Calleeuw, Belgisch wielrenner - Joeri Dequevy, Belgisch voetballer - Joeri Doemtsjev, Russisch discuswerper - Joeri Dolgoroeki, Russisch Grootvorst van Kiëv - Joeri Dombrovski, Russisch auteur - Joeri Drozdovsky, Oekraïens schaker - Joeri Fransen, Belgisch zanger - Joeri Gagarin, Russisch kosmonaut en de eerste mens in de ruimte - Joeri Glazkov, Russisch kosmonaut - Joeri Jansen, Belgisch atleet - Joeri Jechanoerov, Oekraïens politicus en voormalig minister-president - Joeri Kara, Russisch filmregisseur - Joeri Kazakov, Russisch auteur - Joeri Knorozov, Russisch antropoloog en taalkundige - Joeri Kochanets, Russisch schaatser - Joeri Koezoebov, Oekraïens schaker - Joeri Kondakov, Russisch schaatser - Joeri Kovtoen, Russisch voetballer - Joeri Krivtsov, Oekraïens-Frans wielrenner - Joeri Krymarenko, Oekraïens hoogspringer - Joeri Levada, Russisch socioloog en politicoloog - Joeri Loezjkov, Russisch politicus - Joeri Loetsenko, Oekraïens politicus en voormalig minister - Joeri Malentsjenko, Oekraïens kosmonaut - Joeri Metloesjenko, Oekraïens wielrenner - Joeri Michajlov,Russisch schaatser - Joeri Nejolov, Russisch gouverneur van Jamalië - Joeri Nikiforov, Russisch-Oekraïens voetballer - Joeri Norstein, Russisch regisseur van animatiefilms - Joeri Oesatsjov, Russisch kosmonaut - Joeri Oljesja, Russisch auteur - Joeri Pardo, Belgisch voetballer - Joeri Pavlov, Russisch basketballer - Joeri Petrov, Russisch voetballer - Joeri Priloekov, Russisch zwemmer | - Joeri Rjazanov, Russisch gymnast - Joeri Rjorich, Russisch tibetoloog en sinoloog - Joeri Rytcheoe, Russisch auteur - Joeri Samarin, Russisch burgemeester - Joeri Sedych, Oekraïens kogelslingeraar - Joeri Selichov, Russisch basketter - Joeri Simonov, Russisch dirigent - Joeri Sjaporin, Russisch componist - Joeri Sjljapin, Russisch waterpolospeler - Joeri Sjvets, Russisch majoor van de KGB - Joeri Stoffels, Nederlands waterpoloër - Joeri Temirkanov, Russisch dirigent - Joeri Trofimov, Russisch wielrenner - Joeri Tsjesnokov, Russisch volleyballer - Joeri Tynjanov, Russisch-Joods auteur - Joeri Vastmans, Belgisch voetballer - Joeri Verlinden, Nederlands zwemmer - Joeri Zjirkov, Russisch voetballer - Yoeri Albrecht, Nederlands journalist en bestuurder - Youri Djorkaeff, Frans voetballer - Youri Egorov, Russisch pianist - Youri Loen, Nederlands voetballer - Youri Mulder, Nederlands voetballer - Yuri Alvear, Colombiaans judoka - Yuri Banhoffer, Urguayaans voetballer - Yuri Cornelisse, Nederlands voetballer - Yuri van Gelder, Nederlands gymnast - Yuri Landman, Nederlands muziekinstrumentenmaker - Yuri Lowenthal, Amerikaans acteur - Yuri Rose, Nederlands voetballer - Yuri Shulman, Wit-Russisch-Amerikaans schaker - Yuri Solinger, voormalig Nederlands schaker - Yuri Stern, Russisch-Israëlisch politicus, econoom en journalist |

#### Fictieve naamdragers
- "De Joeri", typetje van de Vlaamse acteur Jan Van Looveren
- Yuri in de computerspellen Command & Conquer: Red Alert 2 en Command & Conquer: Red Alert 2 - Yuri's Revenge
- Youri Lavrov, personage uit de televisieserie Thuis.